# ذا جاكرتا بوست
ذا جاكرتا بوست (بالإنجليزية: The Jakarta Post) هي صحيفة يومية تصدر باللغة الإنجليزية في إندونيسيا. الصحيفة مملوكة لشركة بي تي نيسكالا ميديا تينغارا، ومقرها العاصمة جاكرتا. بدأت صحيفة جاكرتا بوست تعاونا بين أربع وسائل إعلام إندونيسية بناء على دعوة وزير الإعلام علي مورتوبو والسياسي يوسف واناندي. بعد طباعة العدد الأول في 25 أبريل 1983م، أمضت الصحيفة عدة سنوات مع الحد الأدنى من الإعلانات وزيادة في التداول. بعد تغيير رؤساء التحرير في عام 1991، بدأت تأخذ وجهة نظر أكثر سمعًا كصوت مؤيدة للديمقراطية. كانت الصحيفة واحدة من الصحف اليومية الإندونيسية القليلة التي نجت من الأزمة المالية الآسيوية عام 1997 ولديها حاليا حوالي 40،000 نسخة.
تحتوي جاكرتا بوست أيضًا على إصدار عبر الإنترنت وملحق مجلة نهاية الأسبوع يسمى J+. تستهدف الصحيفة الأجانب والإندونيسيين المتعلمين، على الرغم من زيادة عدد القراء الإندونيسيين من الطبقة المتوسطة. اشتهرت جاكرتا بوست بكونها ساحة تدريب للصحفيين المحليين والدوليين، وقد فازت بالعديد من الجوائز ووصفت بأنها «صحيفة يومية رائدة باللغة الإنجليزية في إندونيسيا». صحيفة جاكرتا بوست هي عضو في شبكة أخبار آسيا.

## التاريخ

### التأسيس والتطوير
كانت صحيفة جاكرتا بوست من بنات أفكار وزير الإعلام علي مورتوبو والسياسي يوسف واناندي. شعر مورتوبو وواناندي بخيبة أمل من التحيز المتصور ضد إندونيسيا في مصادر الأخبار الأجنبية. في ذلك الوقت كانت هناك صحيفتان يوميتان باللغة الإنجليزية هما: ذا إندونيسيا تايمز وذا إندونيسيا أوبسيرفر. بسبب التصور العام السلبي فيما يتعلق بالصحف الحالية، قرروا إنشاء صحيفة جديدة. من أجل ضمان المصداقية اتفق الاثنان على إقناع مجموعة من الصحف المتنافسة كصحيفة سوارا كاريا المدعومة من جولكار، وصحيفة كومباس المملوكة للكاثوليكيين، وصحيفة سينار هاربان المملوك للبروتستانت، وصحيفة تيمبو الأسبوعية لدعم الصحيفة الوليدة. كان من المأمول أن تصبح الصحيفة ذات جودة ناطقة باللغة الإنجليزية، على غرار صحيفة ستريتس تايمز في سنغافورة، وبانكوك بوست في تايلاند، ونيو ستريتس تايمز في ماليزيا.
بعد تأسيس شركة بي تي نيسكالا ميديا تينغارا لدعم الصحيفة، قضى واناندي عدة أشهر في الاتصال بشخصيات مؤثرة في الصحف المستهدفة. للحصول على تعاونهم طلبت كومباس حصة 25 في المائة في الصحيفة الجديدة، والتي ستتعامل معها مع العمليات التجارية اليومية مثل الطباعة والتداول والإعلان. عرض تيمبو المساعدة في الإدارة مقابل حصة 15 في المائة، في حين تم تعيين سابام سياجيان من سينار هارابان كأول رئيس تحرير، حيث حصل سينار هارابان على عدد من الأسهم. ساعد إنشاء هذه الصحيفة وزير الإعلام هارموكو الذي حصل على فائدة بنسبة 5 في المائة لدوره في الحصول على ترخيص. في المجموع كلفة الصحيفة في البدء بعملياتها 500 مليون روبية (700.000 دولار أمريكي في ذلك الوقت). أصبح محمد شودوري أحد مؤسسي صحيفة جاكرتا بوست والذي كان يعمل سابقاً لصالح أنتارا كأول مدير عام للصحيفة.
خلال السنوات الأولى من النشر واجهت صحيفة جاكرتا بوست صعوبة في جذب المعلنين، لدرجة أن بعض الإصدارات كانت تعمل بدون إعلانات. زاد التداول بشكل كبير من 8.657 في عام 1983 إلى 17.480 في عام 1988. على الرغم من أنه كان من المأمول في الأصل أن تبدأ الصحيفة في تحقيق ربح خلال السنوات الثلاث الأولى، أدى الركود في أوائل الثمانينيات إلى نضوب أموال بدء التشغيل . في نهاية المطاف وفي عام 1985 حصلت الصحيفة على قرض بدون فائدة وحصلت على روبية 700 مليون من أصحابها. بعد زيادة الإعلانات تمكنت صحيفة جاكرتا بوست من تحقيق ربح بحلول عام 1988، واعتبرت «إحدى أكثر الصحف موثوقية» في إندونيسيا.

## النشاط
أصبحت سوزانتو بودجومارتونو رئيس التحرير السابق في صحيفة تيمبو ثاني رئيس تحرير لجاكرتا بوست وذلك في 1 أغسطس 1991، بعد اختيار سياجيان ليكون سفير إندونيسيا في أستراليا. تحت قيادة بودجومارتونو بدأت الصحيفة في نشر المزيد من الأعمال الأصلية والقيام بترجمات خارجية أقل، كما طُلب من المراسلين القيام بدور أكثر نشاطًا في العمليات اليومية للصحيفة. كما أصبحت الصحيفة أكثر صراحة فيما يتعلق بالسياسة، واتخذت موقفًا مؤيدًا للديمقراطية مثل صحيفة تيمبو. سرعان ما حولت مكاتبها إلى مبنى جديد من طابقين تم بناؤه باستخدام صندوق معاشات كومباس، وتم توسيع صفحاتها إلى 12 صفحة.
في عام 1994 وقعت جاكرتا بوست اتفاقية توزيع مع وكالة الأنباء البريطانية رويترز وخدمات معلومات الحوار الأمريكية، مما يسمح بالترويج لقصصها بسهولة في الخارج. بحلول منتصف التسعينات أقامت الصحيفة ورشة عمل لمساعدة موظفيها الجدد المولودين في الخارج على تعلم الثقافة المحلية. بحلول ديسمبر 1998 تم توزيع جاكرتا بوست بعدد 41.049 نسخة، وكانت واحدة من الصحف اليومية القليلة باللغة الإنجليزية في إندونيسيا بعد الأزمة المالية الآسيوية عام 1997، حيث فشلت ست صحف يومية أخرى باللغة الإنجليزية. وفي ذلك العام أصبحت أيضًا عضوًا مؤسسًا في شبكة أخبار آسيا. أعلنت الصحيفة في أواخر يناير 2018 أن نزار باتريا سيتولى منصب رئيس التحرير في 1 فبراير 2018.

## الطبعات والمنشورات الأخرى

### طبعة الأحد وJ+
تم إطلاق إصدار يوم الأحد جاكرتا بوست في 18 سبتمبر 1994. تضمنت نسخة الأحد المزيد من القصص المتعمقة، بالإضافة إلى الترفية والخيال الذي لن يتم نشره في إصدارات أيام الأسبوع. كجزء من تدابير خفض التكاليف وسط انخفاض عائدات الإعلانات المطبوعة، توقفت طبعة الأحد عن النشر في أبريل 2016. تم استبدالها بمجلة أسلوب حياة وثقافة تسمى J+، والتي تم تضمينها في طبعة الصحيفة يوم السبت.

### طبعة عبر الإنترنت
تحتوي جاكرتا بوست على إصدار عبر الإنترنت، يتضمن قصصًا مطبوعة وإلكترونية حصرية مجانًا. هناك أيضًا ومضات إخبارية يتم تطويرها عند حدوثها. تأمل الصحيفة في رقمنة قصصها المطبوعة بالكامل، مع 50.000 مقالة على الأقل يرجع تاريخها إلى يونيو 1994. في عام 2017 بدأت جاكرتا بوست فرض رسوم على الاشتراكات من أجل الوصول إلى محتوى «ممتاز» على الإنترنت.

### بالي اليومية
في 9 أبريل 2012 أطلقت صحيفة جاكرتا بوست صحيفة بالي اليومية، وهي صحيفة يومية من أربع صفحات تم إنتاجها وإصدارها ونشرها في بالي شرقي إندونيسيا، وذلك بعد ملاحظة أن 4.900 من المشتركين في الصحيفة الرئيسية يعيشون في الجزيرة التي تعد منتجع سياحي عالمي. توقفت صحيفة بالي اليومية عن الطباعة في عام 2014.

## التسويق
يستهدف جاكرتا بوست رجال الأعمال الإندونيسيين والإندونيسيين المتعلمين جيدًا والأجانب. في عام 1991 كان 62 في المائة من قراء الصحيفة من المغتربين. تحت قيادة بودجومارتونو بدأت الصحيفة في استهداف المزيد من القراء الإندونيسيين. اعتبارًا من عام 2009 كان نصف قراءها البالغ عددهم 40.000 تقريبًا من الإندونيسيين الذين ينتمون للطبقة المتوسطة.
في عام 1996 واجهت صحيفة جاكرتا بوست منافسة قوية عندما اشترى قطب الإعلام بيتر غونثا حصة مسيطرة في صحيفة منافسة اسمها إندونيسيا أوبسيرفر وقام بتجديد المنشور. ومع ذلك لم تتمكن أوبسيرفر من التوفيق بين جودة التقارير المستقلة لجاكرتا بوست بسبب ارتباطات أعمال غونثا بعائلة سوهارتو، ثم توقف الصحيفة عن الطباعة في يونيو 2001.
في عام 2008 واجهت صحيفة جاكرتا بوست منافسة جديدة، أطلق عليها اسم «مكالمة إيقاظ» عندما بدأت بريتاساتو ميديا القابضة وهي شركة مرتبطة بالملياردير جيمس ريادي، في نشر صحيفة يومية منافسة باللغة الإنجليزية اسمها جاكرتا غلوب. حتى أن جاكرتا غلوب وظفت العديد من المنشقين من جاكرتا بوست، ودفعت لهم رواتب أعلى، وكان عدد النسخ المطبوعة في جلوب 40 ألفًا. مع ذلك وبحلول مايو 2012 تحولت جاكرتا غلوب من ورقة عريضة إلى حجم التابلويد، وفي ديسمبر 2015 أصبحت مطبوعة على الإنترنت فقط.
عند إطلاقها في عام 1983 كلفت نسخة واحدة من ذا جاكرتا بوست 175 روبية إندونيسية. بحلول عام 2018 كلفت الصحيفة 7.500 روبية في جاكرتا و9.500 روبية في بالي ونوسا تينجارا. اعتبارًا من عام 2018 كلفت الاشتراكات 11 دولارًا أمريكيًا شهريًا للنسخة عبر الإنترنت و12 دولارًا أمريكيًا شهريًا للنسخة المطبوعة.

## الجوائز والتقدير
في عام 2006 اعترف اتحاد الصحفيين في إندونيسيا بجاكرتا بوست كواحدة من الصحف الإندونيسية التي تتبع أخلاقيات ومعايير الصحافة على أفضل وجه. صحف أخرى معترف بها هي كومباس وإندو بوس . حصلت الصحيفة على جائزة آدم مالك في يناير 2009 لتقاريرهم عن السياسة الخارجية، واعتبرت التغطية الخاص بهم تغطية دقيقة ومعلمة بتحليل جيد. في العام التالي تلقى ثلاثة مراسلين جائزة أديوارتا من سامبورنا للتصوير الفوتوغرافي الممتاز في مجالات الثقافة والقانون والسياسة. حصل صحفي آخر على جائزة آدم مالك في عام 2014 عن كتاباته التي ساعدت الوزارة على توزيع المعلومات المتعلقة بتنفيذ السياسة الخارجية.